# Sergio Pastore
Sergio Pastore (Cosenza, 25 novembre 1932 – Roma, 24 settembre 1987) è stato un regista, sceneggiatore, giornalista, paroliere e produttore cinematografico italiano.

## Biografia
Nato a Cosenza nel 1932, si trasferì giovanissimo a Napoli, dove fu studente alla facoltà di giurisprudenza. Iniziò a lavorare come giornalista collaborando con alcuni quotidiani, prima di entrare come corrispondente a Paese Sera. Incontrò e intervistò per quel quotidiano illustri personaggi, quali Enrico De Nicola, Eduardo De Filippo, Domenico Rea e Curzio Malaparte. Passò alla cronaca e poi, trasferitosi a Roma, divenne giornalista del mondo dello spettacolo.
Rimasto affascinato dal mondo del cinema, decise di fondare una sua casa di produzione, la Mezzogiorno Nuovo d'Italia con la quale dal 1968 firmò una dozzina di pellicole di genere e a basso costo. Il suo film più noto resta il giallo 7 scialli di seta gialla del 1972. Nel 1984, pubblica per la casa editrice Società Editrice Napoletana, I grandi convertiti della storia (da S. Ambrogio a Craxi). Sergio Pastore morì improvvisamente, a 54 anni, per un ictus cerebrale fulminante mentre si trovava al Cinema Fiamma di Roma per la prima della sua ultima pellicola, Delitti. 
Come paroliere ha collaborato in alcuni brani con il cantautore Ciro Sebastianelli e con altri musicisti tra cui Manuel De Sica, Piero Umiliani e Nora Orlandi.

### Vita privata
Sposato una prima volta con la ballerina e attrice turca Aïché Nana, si sposò una seconda volta con l'attrice Giovanna Lenzi, in arte Jeannette Len, dalla quale avrà una figlia, Laura che in seguito ricoprirà i ruoli di consigliere comunale e vice sindaco del comune di Cerveteri.

### Omaggi
Il 24 novembre 2012, in occasione del 25º anniversario della scomparsa, Cerveteri lo nomina cittadino onorario intestando a suo nome un largo. La figlia Laura, inoltre, pubblica nel 2012 un libro sul padre, Appunti a mente di Laura Pastore. Il regista Sergio Pastore nel racconto di sua figlia, edito dall'Editoriale Progetto 2000.

## Filmografia

### Regista
- Il diario proibito di Fanny (1968)
- Crisantemi per un branco di carogne (1968) - inedito
- Una ragazza di Praga (1971)
- 7 scialli di seta gialla (1972)
- Il massaggio nell’era moderna (1973) - cortometraggio
- Occhio alla vedova (1975)
- Francesco Da Paola - Il taumaturgo della Calabria – cortometraggio (1977)
- Apocalisse di un terremoto (1982)
- Pin il monello (1982) - inedito
- La donna del mare (1984)
- I mercenari raccontano... (1985)
- Amore inquieto di Maria (1987)